# Louis André de la Mamie
Louis André de la Mamie caballero de Clairac (1690-1752) fue un ingeniero, militar y escritor de Francia.

## Biografía
Clairac, sirvió durante 6 años en la infantería, y en 1712 recibió el empleo de ingeniero y se halló en el mismo año con el citado cargo en el sitio de Quesnoy y en el sitio de Bouchain, y después de la paz se retira como ingeniero militar.
En 1723, Clairac, reingresa en el ejército, con el grado de capitán reformado, oficial que su empleo y sueldo ha sido reformado o
también es el oficial cuyo cuerpo o compañía ha experimentado alguna reforma o aquello oficiales cuyos empleos han sido suprimidos, en ambos casos los oficiales reciben el retiro o agregación y en esta continúan su antigüedad.
En 1733, como capitán reformado sirvió en el sitio de Kehl, y también en el sitio de Philisbourg, donde fue herido en un brazo, y devino sucesivamente ingeniero jefe, coronel y por fin brigadier de los ejércitos del rey en 1748, y sirvió en el sitio de Menim, en el sitio de Ypres, en el sitio de Furnes, en el sitio de Namur y en el sitio de Berg-op-zoom.
Clairac como escritor dejó una obra sobre las revoluciones en la Persia y un tratado de fortificación o el ingeniero en campaña, obra estimada, de la que Jean Louis Lecointe (1729-), escritor militar, gentilhombre del príncipe de Conti, capitán de caballería de este príncipe, miembro de la Academia de Nimes, dio un extracto de la citada obra de fortificación en <<La science des postes militaires ou traite de fortification de campagne>>, París, 1759, in-12º dejando además un tratado de guerra en 2 vols. El tratado de fortificación de Clairac fue traducida al idioma inglés por Charles Vallancey (1721-1812), anticuario y militar de Inglaterra que entró de muy joven en la milicia y llegó al grado de general de ingenieros, quien residió en Irlanda gran parte de su vida dejando escritas un ensayo de la antigüedad de la lengua irlandesa, una gramática de Hiberno-nórdico-céltico, una obra en 2 vols. sobre un diccionario comparativo del semítico y lenguas goidélicas y un informe sobre el gran canal en Irlanda.

## Obras
- L'ingenieur de campagne or field engineer, Philadelphia, 1776.
- The field engineer:.., London, 1773.
- L'ingenieur de campagne ou traite de la fortification passagere, París, 1757.
- Histoire de Perse:.., París, 1750, 3 vols.